# 烏爾斯河
烏爾斯河（法語：Ource，法語發音：[uʁs]）是法國的河流，位於該國東北部，屬於塞纳河的右支流，河道全長100公里，流域面積736平方公里，平均流量每秒8.6立方米，發源自潘松莱格朗塞以南2公里，河口處在塞纳河畔巴尔。

## 外部連結
- http://www.geoportail.fr （页面存档备份，存于）
- Sandre数据库中的烏爾斯河 （页面存档备份，存于）